# 3387 Greenberg
3387 Greenberg (1981 WE) là một tiểu hành tinh vành đai chính được phát hiện ngày 20 tháng 11 năm 1981 bởi Bowell, E. ở Flagstaff (AM).